# Pärlbröstad regngök
Pärlbröstad regngök (Coccyzus euleri) är en fågel i familjen gökar inom ordningen gökfåglar.

## Utseende och läte
Pärlbröstad regngök är brunaktig ovan och vit under, med svart övre näbbhalva och gul undre. Den långa och kilformade stjärten är sedd underifrån svart i mitten och vit på spetsen. Den är mycket lik gulnäbbad regngök, men saknar dennas rostfärgade vingpennor. Sången består av en långsam serie med "kuoup".

## Utbredning och systematik
Fågeln förekommer lokalt från norra Sydamerika till södra Brasilien och nordöstra Argentina. Den behandlas som monotypisk, det vill säga att den inte delas in i några underarter.

## Status och hot
Arten har ett stort utbredningsområde, men tros minska i antal, dock inte tillräckligt kraftigt för att den ska betraktas som hotad. Internationella naturvårdsunionen IUCN listar arten som livskraftig (LC).

## Namn
Fågelns vetenskapliga artnamn hedrar schweizaren Carl Hieronymus Euler (1834-1901) som bosatte sig i Brasilien 1853, sedermera amatörornitolog och vicekonsul i Rio de Janeiro 1867-1901.